# Gadács
Gadács é um município da Hungria, situado no condado de Somogy. Tem 3,86 km² de área e sua população, em 2019, foi estimada em 85 habitantes.